# (40206) Lhenice
(40206) Lhenice (1998 SB36) – planetoida z pasa głównego asteroid okrążająca Słońce w ciągu 5,54 lat w średniej odległości 3,13 j.a. Odkryta 26 września 1998 roku.